# Hohnstein
Hohnstein ( [ˈhoːnˌʃtaɪ̯n], česky Honštejn) je město i stejnojmenný hrad v německé spolkové zemi Sasko. Nachází se v zemském okrese Saské Švýcarsko-Východní Krušné hory 140 metrů nad údolím říčky Polenz a má přibližně 3 200 obyvatel.

## Historie

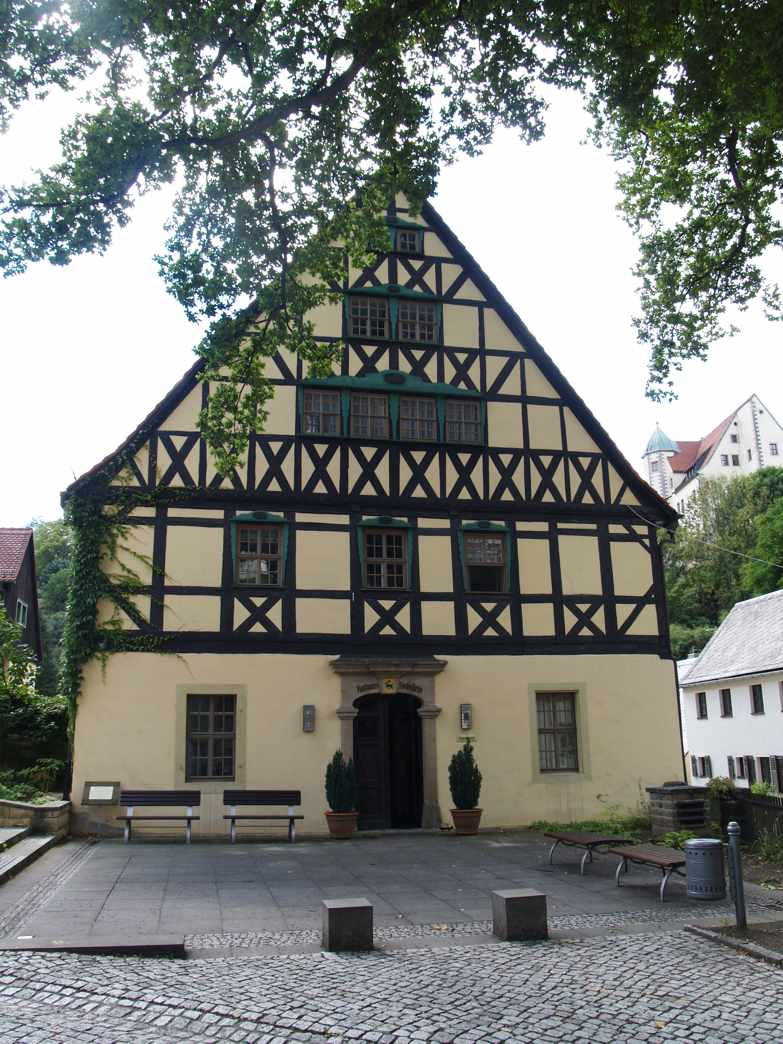
Radnice

Dějiny města jsou spjaty se stejnojmenným hradem, jemuž ve středověku sloužilo jako podhradí. V roce 1445 se o Honštejnu poprvé mluví jako o městě. Do konce 17. století bylo v okolí města rozšířené hornictví, po švédském vpádu roku 1706 však postupně zaniklo. Od 16. století vznikaly v okolí vápencové lomy. Masivní požár, při němž shořela polovina domů ve městě včetně kostela, postihl Honštejn v roce 1724. Během následujících dvou let byl podle plánů Georga Bähra postaven kostel dnešní. Nejstarší budovou ve městě je ale současná radnice, postavená roku 1688. Původně to byl pivovar, roku 1835 zde byla zřízena první výrobna korku v Německu. Radnice je stejně jako několik dalších domů ve městě postavena z hrázděného zdiva.
Dlouhou tradici má ve městě loutkářství. Ve 20. letech 20. století zde Max Jacob založil divadlo Hohnštejnský Kašpárek. Divadlo existuje doposud, stejně jako rukodělná výroba loutek ve městě. V Hohnštejnu se narodil hudební skladatel, varhaník a stavitel klavírů Christoph Gottlieb Schröter (1699–1782).
Od roku 1994 je Honštejn administrativním centrem pro následující vesnice a osady: Cunnersdorf, Ehrenberg, Goßdorf, Kohlmühle Waitzdorf, Lohsdorf, Rathewalde, Hohburkersdorf, Zeschnig a Ulbersdorf.

## Obyvatelstvo

### Náboženství
První písemná zmínka o kostele svatého Michaela archanděla pochází z roku 1381. Poté, co se v roce 1539 prosadila ve městě reformace, se stal kostel protestantským. Při sčítání lidu v roce 2011 se 1082 obyvatel města (t. j. 31,0 %) hlásilo k protestantskému a 75 obyvatel (t. j. 2,2 %) k římskokatolickému vyznání. Většina města náleží k Evangelicko-luterské církevní obci Sebnitz-Hohnstein, ke které patří městský kostel a hřbitovní kaple v Hohnsteinu, vesnický kostel v Ehrenbergu a vesnický kostel v Ulbersdorfu. Tři místní části Rathewalde, Hohburkersdorf a Zeschnig s vesnickým kostelem v Rathewalde náleží k Evangelicko-luterské církevní obci Lohmen.

## Členění města
Celková rozloha Hohnsteinu je 64,61 km² a od 1. ledna 1994, kdy se sloučil se sousední obcí Ehrenberg, má 11 místních částí. Plochou největší je Ehrenberg (11,35 km²), nejmenší naopak Kohlmühle (0,9 km²). Počtem obyvatel je nejlidnatější místní částí Hohnstein (810 obyvatel), nejméně lidnatou pak Waitzdorf (40 obyvatel).
|     | Název          | Počet obyvatel (k 9. 5. 2011) | Rozloha   | Rok připojení |
| --- | -------------- | ----------------------------- | --------- | ------------- |
| 1.  | Cunnersdorf    | 252                           | 9,03 km²  | 1994          |
| 2.  | Ehrenberg      | 634                           | 11,35 km² | 1994          |
| 3.  | Goßdorf        | 237                           | 3,1 km²   | 1994          |
| 4.  | Hohburkersdorf | 92                            | 2,55 km²  | 1994          |
| 5.  | Hohnstein      | 810                           | 5,00 km²  | –             |
| 6.  | Kohlmühle      | 96                            | 0,9 km²   | 1994          |
| 7.  | Lohsdorf       | 236                           | 4,84 km²  | 1994          |
| 8.  | Rathewalde     | 482                           | 5,59 km²  | 1994          |
| 9.  | Ulbersdorf     | 484                           | 8,41 km²  | 1994          |
| 10. | Waitzdorf      | 40                            | 1,84 km²  | 1973          |
| 11. | Zeschnig       | 122                           | 1,63 km²  | 1994          |

## Starostovské volby 2022
Ve starostovských volbách 12. června 2022 byl starostou zvolen Daniel Brade (UWV), který získal 98,4 % hlasů.

## Pamětihodnosti
- městský kostel – barokní centrální stavba od Georga Bähra, vystavěn znovu po požáru v letech 1725–1728
- hřbitovní kaple – starší funerální stavba, roku 1717 barokně přestavěná

### Hrad

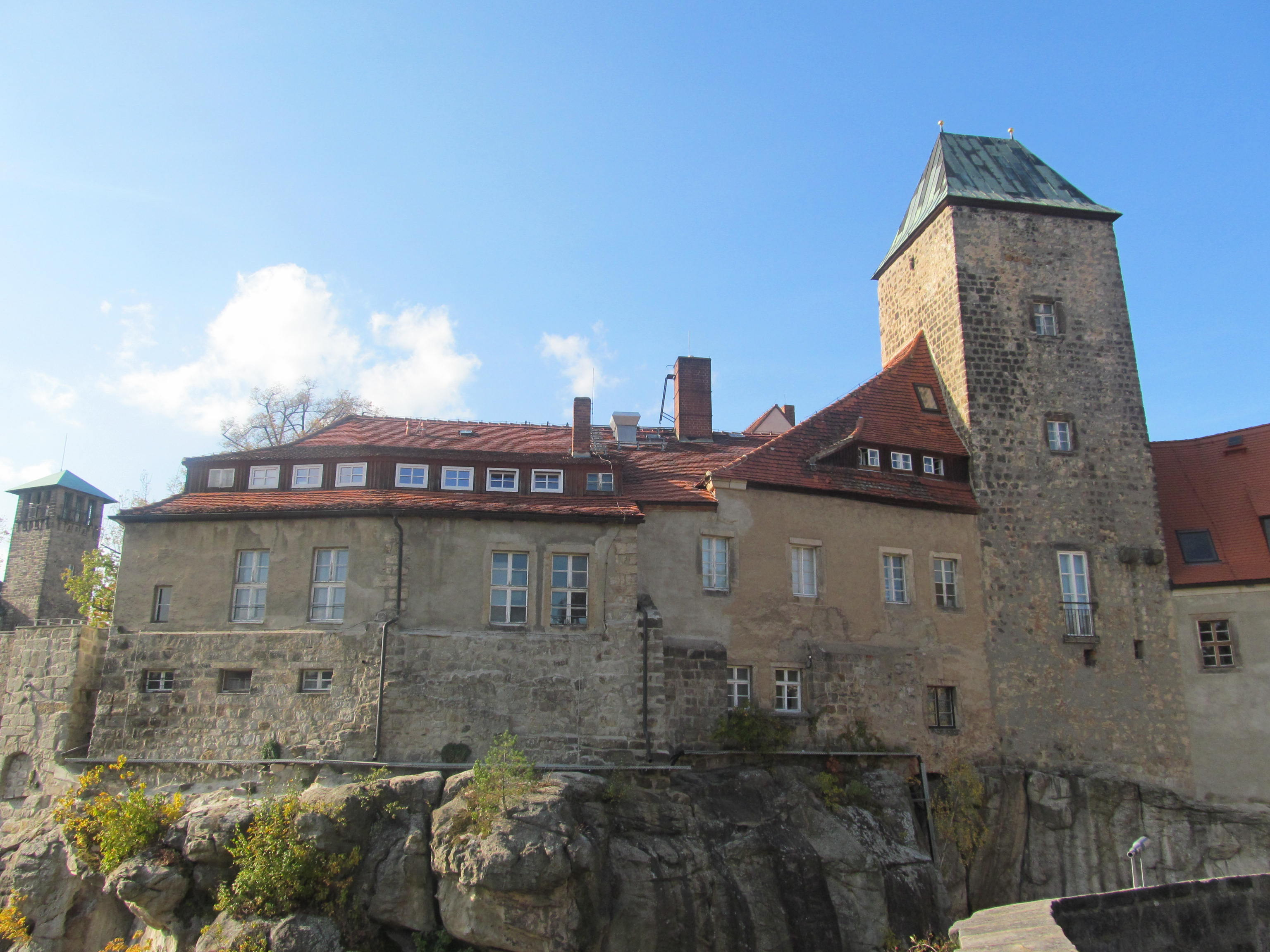
Prostřední zámek s věží

Hrad Hohnstein byl založen pravděpodobně na počátku 13. století jako česká hraniční pevnost proti markrabství míšeňskému. První písemná zmínka o okrsku (districtus seu territorium) Hohnštejn pochází z roku 1333. Hrad (castrum Hohenstayn) je prvně zmiňován roku 1353, kdy ho udělil král Karel IV. jako léno Hynku Berkovi z Dubé. Berkové vlastnili hrad až do roku 1443, kdy ho Hynek III. z Dubé vyměnil se saským kurfiřtem Fridrichem Dobromyslným za panství Mühlberg na Labi. V roce 1459 byl potvrzen status Honštejna jako českého léna, kterým hrad zůstal až do roku 1806. V 16. a 17. století zde sídlily různé německé šlechtické rody, roku 1543 ho směnou získali Wettinové. Hrad pak až do roku 1861 sloužil jako regionální správní centrum kurfiřtského úřadu.. V 17. a 18. století bylo v jedné jeho části umístěno státní vězení. Roku 1639, za třicetileté války, se ho neúspěšně pokusili dobýt Švédové. V letech 1919 – 1924 se hrad, postupně přestavěný na zámek, stal vězením pro mladistvé. Od roku 1926 zde byla zřízena turistická ubytovna pro mládež, o dva roky později zde bylo umístěno loutkové divadlo Maxe Jacoba. Po nástupu nacistů v roce 1933 zde byl zřízen koncentrační tábor pro 5600 politických vězňů. Roku 1935 byl zámek předán organizaci Hitlerjugend. Během 2. světové války sloužil zámek jako zajatecký tábor, po jejím skončení zde byli provizorně ubytovaní lidé odsunutí z Čech. Od roku 1948 se Honštejn opět stal mládežnickou turistickou ubytovnou. Na konci komunistického režimu se plánovalo přeměnit zámek v objekt na internování politicky nespolehlivých osob, kapacita měla činit 890 míst. V současnosti je zde hradní muzeum, turistická ubytovna a sídlí zde spolek ochránců přírody.

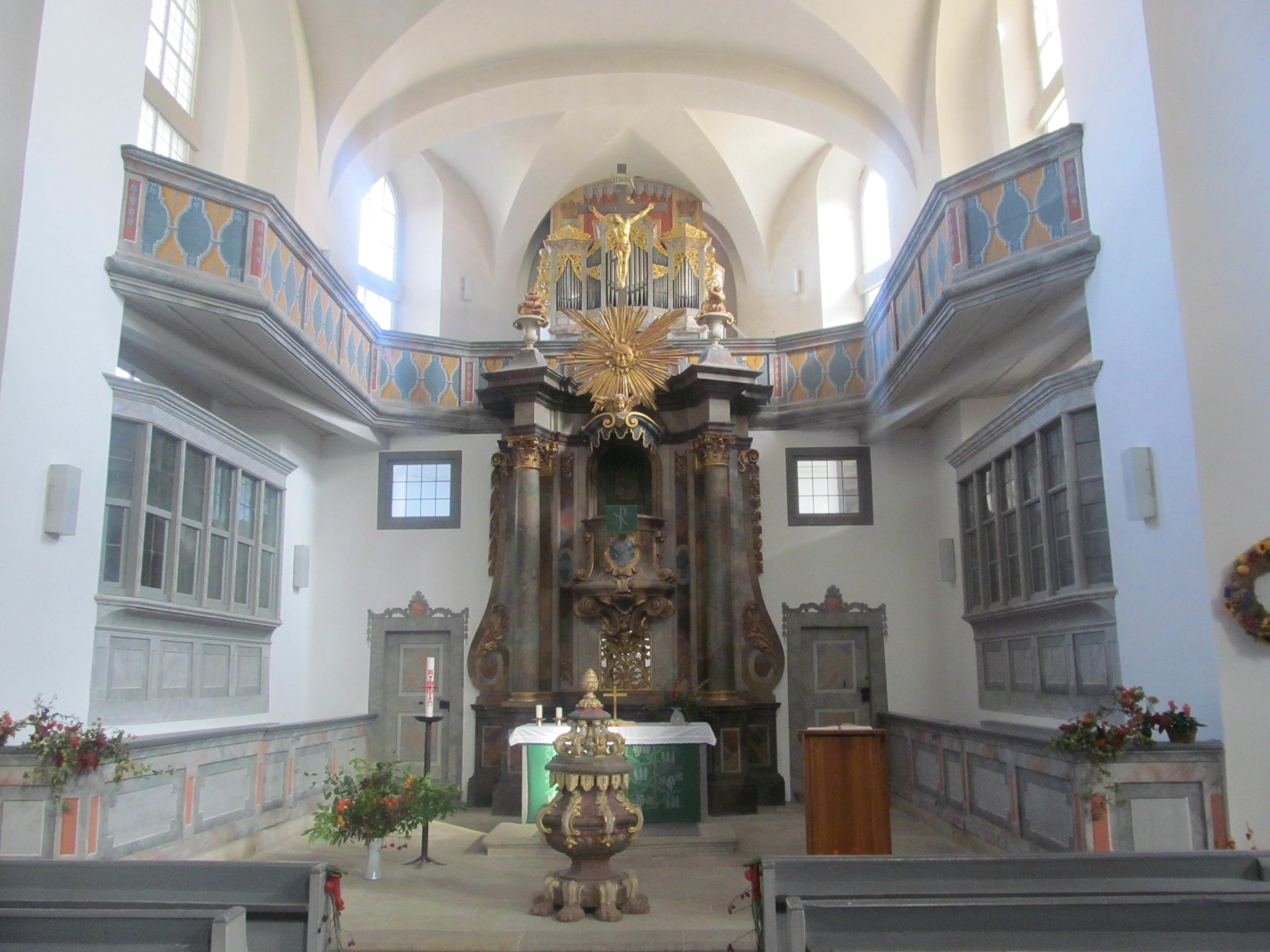
Interiér kostela

 Zámek se skládá ze tří stavebně oddělených částí. Původní hrad se nacházel na nejvyšším místě ostrohu, kde je dnes novodobá romantická stavba s věží nazývaná Zadní zámek. Stával zde bergfrit v podobě šestiboké věže a pozdně gotická kaple svaté Anny, zbořená roku 1951. Tato nejstarší část hradu byla z velké části zničena požárem v roce 1632. Budovy Prostředního zámku – sýpka, pivovar (dnes muzeum) a sídelní objekty s věží vymezují horní hradní nádvoří. Věž Prostředního zámku je nejstarší dochovanou stavbou hradu. Zakřivenou chodbou pod tělesem Prostředního zámku se prochází na dolní hradní nádvoří, na němž stojí Přední zámek, renesanční stavba ze 16. století. Z náměstí se na hrad původně přicházelo po padacím mostě, později ho nahradil dnešní kamenný. Objekt je po zaplacení vstupného přístupný od Velikonoc do 31. října.

## Partnerská města
- Budyně nad Ohří, Česko, 2008
- Louveciennes, Francie
- Meersburg, Bádensko-Württembersko, Německo, 1991
- Miltach, Bavorsko, Německo, 1992

## Galerie

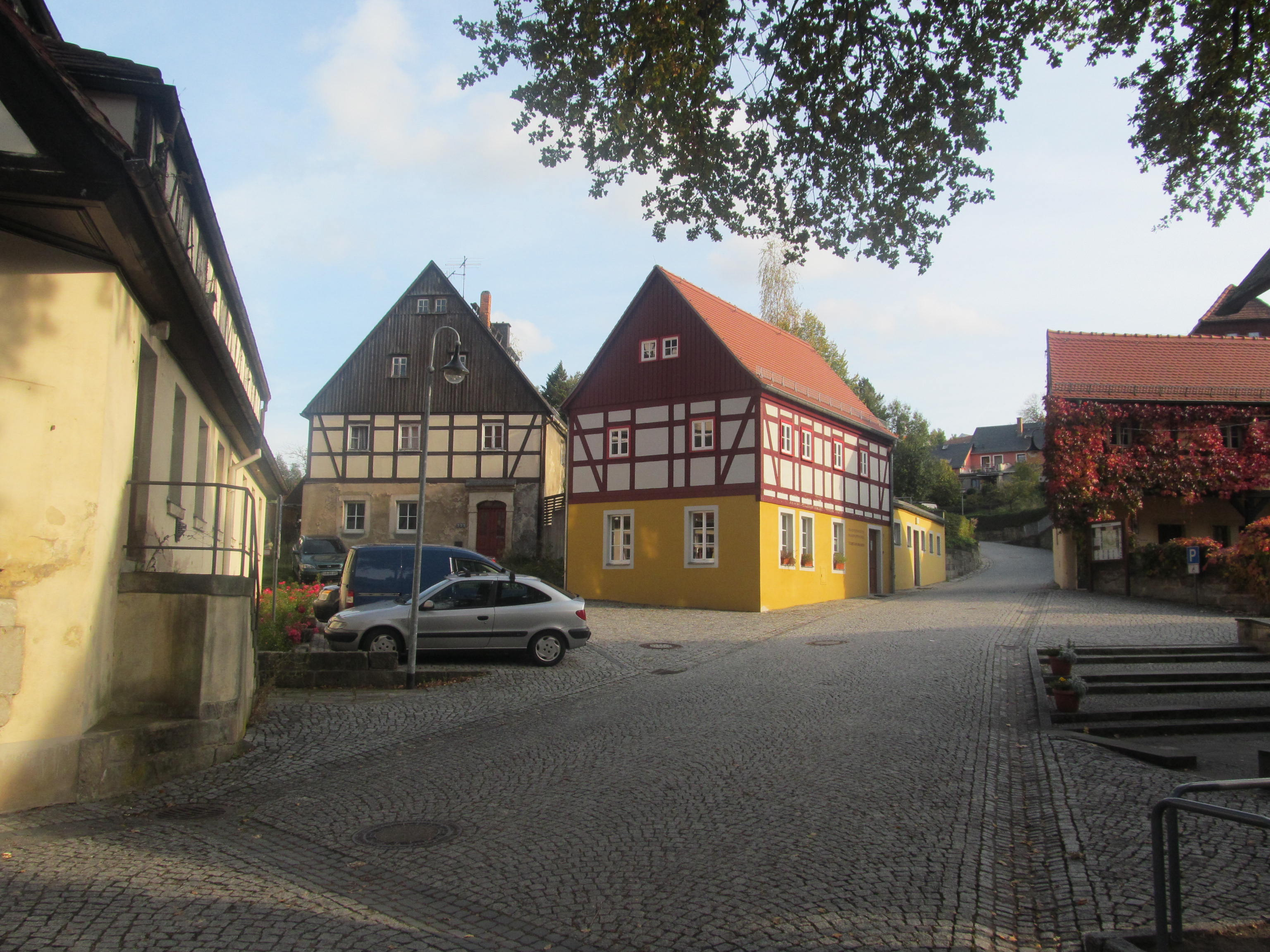
Hrázděné domy
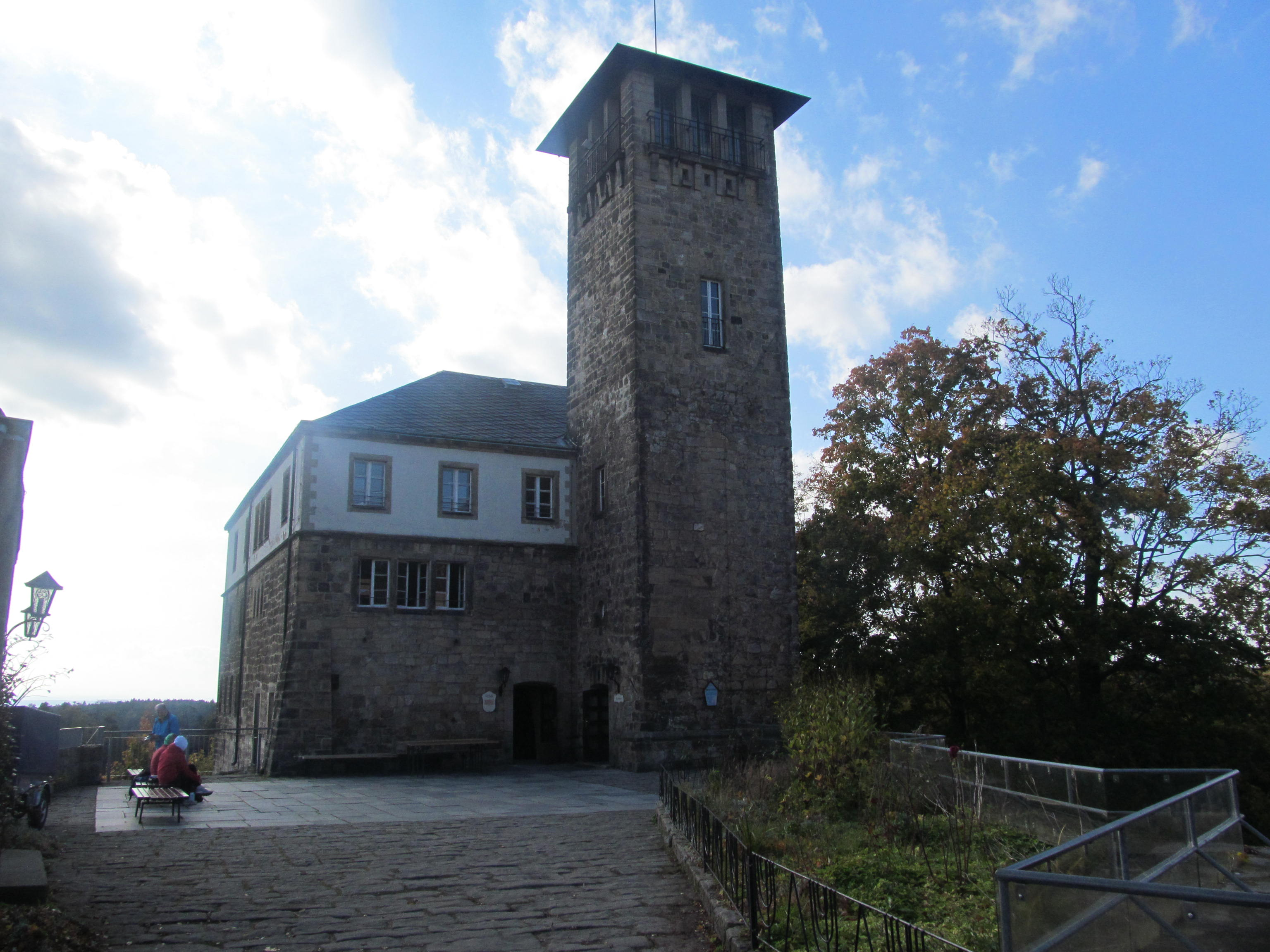
Zadní zámek
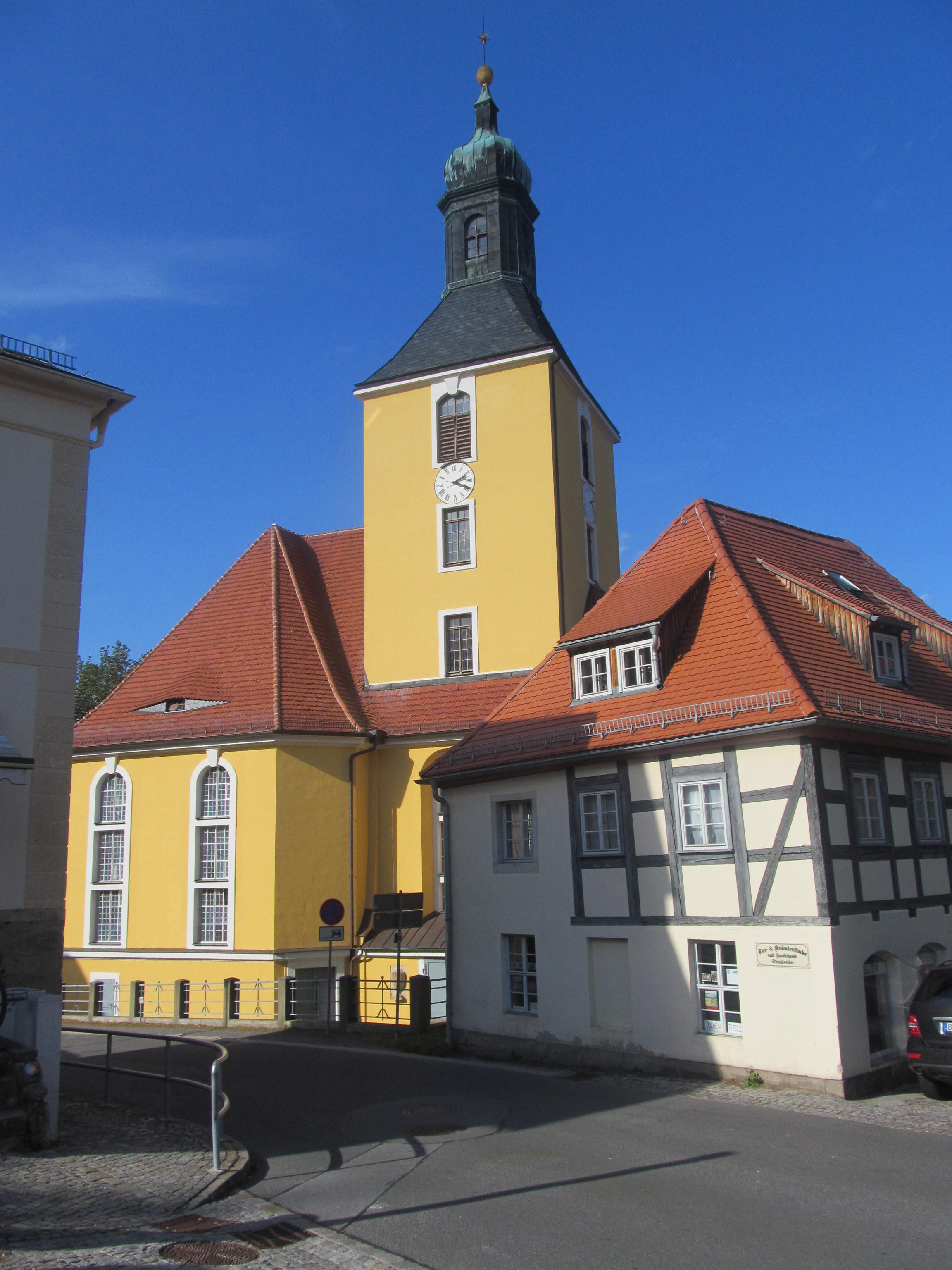
Městský evangelický kostel
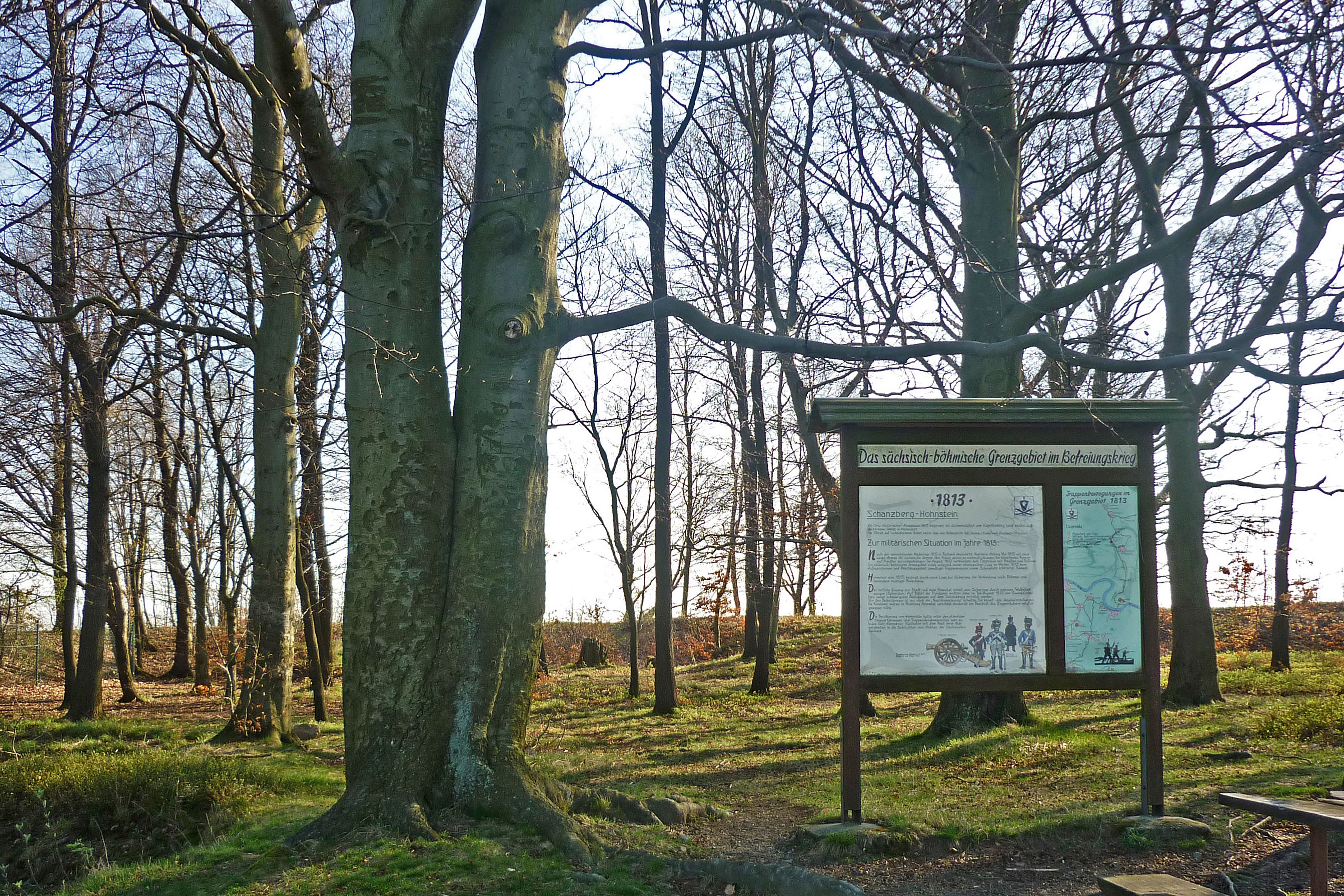
Hohnstein - Schanzberg
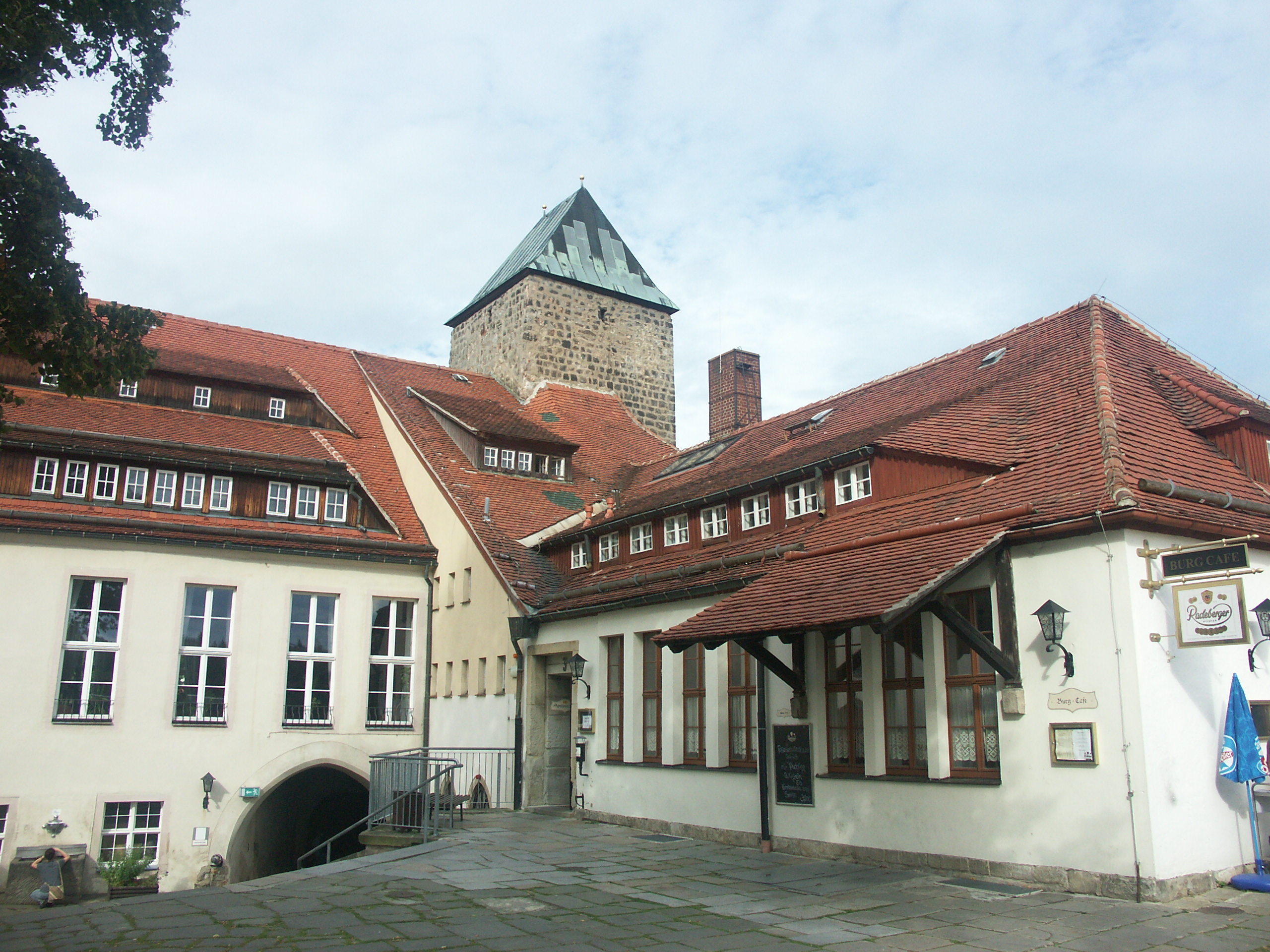
Kavárna a muzeum na hradě